# DoubleTake
DoubleTake är en danskutvecklad programvara som gör det möjligt att skapa panoramabilder med utgångspunkt från en sammanhängande serie bilder. Den är utvecklad för Mac OS och med menyer på engelska eller franska.
Andra liknande programvaror för Mac OS X (numera benämnd macOS) är Hugin, Calico och Autopane. Adobe Photoshop innehåller en funktion för att slå samman angränsande bilder till en enda.